# 노곡항
노곡항은 강원특별자치도 삼척시 원덕읍 노곡1리에 위치한 어항이다. 어촌정주어항으로 지정하여 관리하고 있다. 시설관리자는 삼척시장이다.

## 어항구역
본 항의 어항구역은 다음과 같다.
- 수역: 방파제시점 북서방향 30m기점(X=413,654, Y=208,100)에서 남동 18°방향으로 300m(X=413,368, Y=208,194), 이점에서 남서 73°방향으로 50m(X=413,353, Y=208,146), 이점에서 북서 72°방향으로 150m(X=413,400, Y=208,002) 그은 선이 해안선과 맞닿는 선내의 공유수면 (49,000m2)[1]

## 개발계획
2005년 12월 28일 고시된 어항개발계획은 다음과 같다.
- 방파제 253m, 방사제 55m, 물양장 126m, 호안 146m, 매립 2,300m2